# The Dude (film)
The Dude è un cortometraggio muto del 1911. Il nome del regista non viene riportato.
Il protagonista è Leo White, un attore di origine tedesca che girò nella sua lunga carriera oltre 400 film. È l'unico film come attore di Bill Crosby, che proseguì dagli anni trenta agli anni cinquanta una carriera di fotografo di scena partecipando a 24 film.

## Produzione
Il film fu prodotto dalla Powers Picture Plays di Pat Powers e venne girato nel Nuovo Messico al Cox Ranch e al San Augustine Ranch di Organ.

## Distribuzione
Distribuito dalla Motion Picture Distributors and Sales Company, il film uscì nelle sale cinematografiche USA nel 1911.